# Христо Гръничаров
Христо Гръничаров е български духовник и революционер, войвода на Вътрешната македоно-одринска революционна организация

## Биография
Христо Гръничаров е роден през 1856 година в град Щип, тогава в Османската империя, днес в Северна Македония. Завършва семинария, а от 1897 година е ръководител на революционния комитет в Цапари. В началото на 1900 година е арестуван и осъден на 5 години затвор. През 1902 година е амнистиран и става свещеник в Крушево. През Илинденско-Преображенското въстание от 1903 година е в четата на Павел Наумов. След въстанието е селски войвода в Битолски Демирхисар.